# Alberto Gazale
Alberto Gazale (Sassari, 21 novembre 1966) è un baritono italiano.

## Biografia
Dopo il diploma con il massimo dei voti al Conservatorio Evaristo Felice Dall'Abaco di Verona si è perfezionato con Carlo Bergonzi.
Il 18 gennaio 1997 è Giorgio Germont ne La traviata al Teatro Regio di Parma. È fratello dell'attore Alessandro Gazale.
Nel 1998 è Renato in Un ballo in maschera con Salvatore Licitra a Parma ed in Arena di Verona diretto da Daniel Oren con Licitra ed Alida Ferrarini e canta in Carmina Burana (Orff) per il Teatro La Fenice al Palazzo del Cinema di Venezia ed a Villa Contarini. 
Nel 1999 a Parma è Rolando ne La battaglia di Legnano con Fiorenza Cedolins ed Ezio in Attila (opera) con Michele Pertusi, Dīmītra Theodosiou e Carlo Bosi cantato anche al Teatro Comunale di Bologna.
Nel 2000 è Rigoletto diretto da Massimo de Bernart al Teatro Giuseppe Verdi (Busseto) e diretto da Riccardo Muti con Ramón Vargas, Andrea Rost e Paata Burchuladze nella trasferta del Teatro alla Scala di Milano a Tokyo ed il Conte di Luna ne Il trovatore con la Theodossiou alla Scala ed in Arena di Verona Don Carlos de Vargas ne La forza del destino con Maurizio Arena (direttore d'orchestra) e Giovanna Casolla ed Amonasro in Aida diretto da Oren con Daniela Dessì.
Nel 2001 alla Scala è il protagonista di Macbeth (opera) diretto da Muti con Roberto Scandiuzzi, in Arena di Verona diretto da Oren il Conte di Luna ne Il trovatore  con la Cedolins e Licitra e Nabucco con Marco Berti, Giorgio Surian e Kate Aldrich cantato anche al Teatro Coccia di Novara diretto da Romano Gandolfi ed a Bilbao Samson et Dalila con Dolora Zajick.
Nel 2002 per la Scala è Sharpless nella prima di Madama Butterfly con Carlo Rizzi (direttore d'orchestra), la Dessì e Fabio Armiliato e Rigoletto con Giuseppe Filianoti al Teatro degli Arcimboldi ed al Teatro dell'Opera di Roma Michonnet in Adriana Lecouvreur (opera) diretto da Oren con la Cedolins.
Nel 2003 è Macbeth diretto da Muti con Licitra nella trasferta scaligera a Tokyo, per La Fenice Carlo Gérard in Andrea Chénier (opera) diretto da Paolo Olmi con Armiliato e la Dessì al PalaFenice al Tronchetto, a Roma Valentin in Faust diretto da Gianluigi Gelmetti con Scandiuzzi e Filianoti ed al Teatro Massimo Vittorio Emanuele di Palermo Lord Enrico Ashton in Lucia di Lammermoor diretto da Oren con Mariella Devia.
Nel 2004 debutta al Wiener Staatsoper come Giorgio Germont ne La traviata seguito da Nabucco cantato anche alle Terme di Caracalla di Roma diretto da Nello Santi con Scandiuzzi, a Bologna Carlo Gèrard in Andrea Chénier diretto da Renato Palumbo con la Dessì ed al Teatro Municipale (Piacenza) Rigoletto.
Nel 2005 per la Scala è Iago in Otello (Verdi) con Francesco Meli agli Arcimboldi, al Teatro Regio di Torino Amonasro in Aida con la Cedolins e Surian ed in Arena di Verona Barnaba ne La Gioconda diretto da Donato Renzetti con Andrea Gruber, Carlo Colombara e Berti.
Nel 2006 al Teatro Ponchielli di Cremona è Scarpia in Tosca (opera).
Nel 2008 alla Fenice è Nabucco diretto da Palumbo con Ferruccio Furlanetto e nel 2009 al Teatro Comunale di Firenze Rigoletto con Desirée Rancatore.
Nel 2010 a Vienna è Don Carlos de Vargas ne La forza del destino con Armiliato, al Regio di Torino Miller in Luisa Miller diretto da Renzetti con Francesco Demuro ed a Roma il duca di Nottingham in Roberto Devereux diretto da Bruno Campanella con Carmela Remigio e Sonia Ganassi.
Nel 2011 a Vienna è Scarpia in Tosca ed al Teatro Filarmonico (Verona) Rigoletto diretto da Andrea Battistoni con Stefania Bonfadelli.
Nel 2012 è Jack Rance ne La fanciulla del West al Grand Théâtre de Monte Carlo ed Amonasro in Aida diretto da Antonino Fogliani a Parma ed al Teatro comunale Luciano Pavarotti di Modena.
Nel 2013 al Gran teatro all'aperto di Torre del Lago Puccini è Michele ne Il tabarro ed Alfio in Cavalleria rusticana (opera), al Teatro Verdi (Trieste) Seid ne Il corsaro (Verdi) diretto da Gelmetti, al Teatro Sociale (Como) Iago in Otello (Verdi) ed al Teatro Lirico di Cagliari Tonio in Pagliacci (opera).
Nel 2014 è Nabucco a Sanxay, a Cremona, al Teatro Grande (Brescia), al Teatro Fraschini di Pavia ed al Teatro Municipal de São Paulo dove è anche Tonio in Pagliacci con Inva Mula, Amonasro in Aida ad Astana, al Teatro Petruzzelli di Bari Tonio in Pagliacci diretto da Paolo Carignani ed al Teatro municipale Giuseppe Verdi (Salerno) Escamillo in Carmen (opera) diretto da Oren.
Nel 2015 allo Sferisterio di Macerata è Alfio in Cavalleria rusticana, a Tel Aviv Nabucco diretto da Oren con Colombara, a Las Palmas de Gran Canaria Sharpless in Madama Butterfly, a Cagliari Amonasro in Aida e Nabucco con la Theodossiou ed al Teatro Massimo Bellini di Catania Rigoletto.
Nel 2016 è Simon Boccanegra diretto da Roberto Abbado con Pertusi nella trasferta del Regio di Torino a Hong Kong, Rigoletto al Teatro nazionale a Belgrado, Carlo Gérard in Andrea Chénier al Teatro Carlo Felice di Genova e Scarpia in Tosca al Teatro delle Muse di Ancona.
Nel 2017 è Lescaut in Manon Lescaut al Teatro Bol'šoj di Mosca.
Nell'estate 2018 debutta il ruolo di Escamillo in  Carmen di Georges Bizet all'Arena di Verona.
Nell'autunno 2018 debutta il ruolo di Falstaff nell'opera Falstaff di Giuseppe Verdi al Teatro Sociale di Como

## Repertorio
| Ruolo                     | Titolo                  | Autore      |
| ------------------------- | ----------------------- | ----------- |
| Sir Riccardo Forth        | I puritani              | Bellini     |
| Escamillo                 | Carmen                  | Bizet       |
| Michonnet                 | Adriana Lecouvreur      | Cilea       |
| Belcore                   | L'elisir d'amore        | Donizetti   |
| Enrico Ashton             | Lucia di Lammermoor     | Donizetti   |
| Duca di Nottingham        | Roberto Devereux        | Donizetti   |
| Carlo Gérard              | Andrea Chénier          | Giordano    |
| Valentin                  | Faust                   | Gounod      |
| Tonio/Taddeo              | Pagliacci               | Leoncavallo |
| Alfio                     | Cavalleria rusticana    | Mascagni    |
| Don Sallustio de Bazan    | Ruy Blas                | Marchetti   |
| Barnaba                   | La Gioconda             | Ponchielli  |
| Guglielmo Wulf            | Le Villi                | Puccini     |
| Lescaut                   | Manon Lescaut           | Puccini     |
| Marcello                  | La bohème               | Puccini     |
| Barone Scarpia            | Tosca                   | Puccini     |
| Sharpless                 | Madama Butterfly        | Puccini     |
| Jack Rance                | La fanciulla del West   | Puccini     |
| Michele                   | Il tabarro              | Puccini     |
| Gianni Schicchi           | Gianni Schicchi         | Puccini     |
| Maurice                   | Marie Victoire          | Respighi    |
| Figaro                    | Il barbiere di Siviglia | Rossini     |
| Sommo Sacerdote di Dagone | Samson et Dalila        | Saint-Saëns |
| Nabucco                   | Nabucco                 | Verdi       |
| Ezio                      | Attila                  | Verdi       |
| Macbeth                   | Macbeth                 | Verdi       |
| Seid                      | Il corsaro              | Verdi       |
| Rolando                   | La battaglia di Legnano | Verdi       |
| Francesco Foscari         | I due Foscari           | Verdi       |
| Miller                    | Luisa Miller            | Verdi       |
| Stankar                   | Stiffelio               | Verdi       |
| Rigoletto                 | Rigoletto               | Verdi       |
| Conte di Luna             | Il trovatore            | Verdi       |
| Giorgio Germont           | La traviata             | Verdi       |
| Simon Boccanegra          | Simon Boccanegra        | Verdi       |
| Renato                    | Un ballo in maschera    | Verdi       |
| Don Carlo di Vargas       | La forza del destino    | Verdi       |
| Amonasro                  | Aida                    | Verdi       |
| Iago                      | Otello                  | Verdi       |
| Sir John Falstaff         | Falstaff                | Verdi       |
| Giovanni lo Sciancato     | Francesca da Rimini     | Zandonai    |

## CD
- Marchetti: Ruy Blas - Mario Malagnini/Dīmītra Theodosiou/Daniel Lipton/Alberto Gazale/Sylvia Marini, 2015 Bongiovanni
- Verdi: Attila - Ferruccio Furlanetto/Alberto Gazale/Dimitra Theodossiou/Fabio Sartori/Carlo Ventre/Donato Renzetti, 2001 Dynamic

## DVD
- Verdi: Aida (Teatro Regio di Parma, 2012) - Antonino Fogliani, C Major
- Verdi: Luisa Miller - Francesco Demuro, 2009 Bongiovanni
- Verdi: Nabucco (Teatro Carlo Felice di Genova, 2004) - Riccardo Frizza, Dynamic